# Інститут інформатики і штучного інтелекту ДонНТУ
Інститут інформатики і штучного інтелекту ДонНТУ, раніше — Державний університет інформатики і штучного інтелекту, Донецький державний інститут штучного інтелекту.
Вищий навчальний заклад — Донецький державний інститут штучного інтелекту — був створений у 1997 р.
Інституту надано IV рівень акредитації згідно зі статусом вищого навчального закладу (сертифікат про акредитацію, відповідно до рішення ДАК від 23 грудня 2003 року, протокол № 48, підписаний міністром освіти В. Г. Кременем).

## Історія інституту
- 1991 — науково-дослідний Інститут проблем штучного інтелекту на базі спеціального конструкторського бюро «Інтелект». У той час займав дві невеликих будівлі на території Донецького науково-дослідного вугільного інституту (ДонВугі).
- 1993 — перший набір студентів (23 чол).
- 1993 — другий набір студентів (3 групи по 20-25 чол) за фахом 2204 «Програмне забезпечення».
- 1995 — переїзд студентів і вчених на 3 та 4-й поверх ПТУ-6 за адресою пр-т Богдана Хмельницького, буд 84. З того часу інститут і ПТУ існують спільно в одній будівлі. Перелік спеціальностей і кількість учнів у ПТУ-6 постійно скорочується, в той час як інститут розширюється.
- 29 травня 1997 — Постановою Кабінету Міністрів України (від 29.05.1997, No.526) на базі науково-дослідного Інституту проблем штучного інтелекту було створено вищий навчальний заклад — Донецький державний інститут штучного інтелекту (ДонДІШІ).
- 2001 — структурний підрозділ університету (Інститут проблем штучного інтелекту) включений до складу Відділення інформатики НАН України.
- 23 грудня 2003 — інституту присвоєно IV рівень акредитації.
- 18 лютого 2004 — спеціальна статистична служба США повідомила, що проданий мільйонний диск, створений дочірньої організацією ДонДІШІ (компанія MausSoft), — мультимедійне посібник «Англійська та німецька мова для дітей».
- 2007 — Указом Кабінету Міністрів України інституту підвищений рівень акредитації та ДонДІШІ переформований у Державний університет інформатики і штучного інтелекту.
- 2011 — припинив існування згідно з рішенням Кабінету міністрів України від 6 квітня 2011 року № 284-р, та указу Дмитра Табачника від 25 травня 2011 року № 482. Правонаступником всього майна, прав і обов'язків Державного університету інформатики і штучного інтелекту стає Донецький національний технічний університет. Головний корпус Державного університету інформатики і штучного інтелекту стає 10 корпусом ДонНТУ, а економічний корпус — 12 корпусом ДонНТУ. Сам університет стає структурною одиницею ДонНТУ і отримує назву «Інститут інформатики і штучного інтелекту ДонНТУ».

## Підрозділи і спеціальності інституту
- Інститут інформатики і штучного інтелекту, до складу якого входять:

- Факультет СКІТ. Кафедра програмного забезпечення інтелектуальних систем. Кафедра систем штучного інтелекту Кафедра фізичного виховання.
- Факультет філософії i релігієзнавства. Кафедра філософії і релігієзнавства. Кафедра соціальної роботи. Кафедра українознавства. Кафедра екології і охорони праці.
- Економічний факультет. Кафедра міжнародної економіки. Кафедра теоретичної та прикладної економіки. Кафедра економічної кібернетики.
- Факультет Автоматизованих системи управління (АСУ). Кафедра Системний аналіз і моделювання. Кафедра математики. Кафедра іноземних мов.

- Центр релігієзнавчих досліджень та міжнародних духовних стосунків
- Аспірантура.
- Докторантура.
- Професійний ліцей Державного університету інформатики і штучного інтелекту
- Бібліотека

Напрями підготовки:
- Спеціальність «Програмне забезпечення систем»
- Спеціальність «Інтелектуальні системи прийняття рішень»
- Спеціальність «Системний аналіз і управління»
- Спеціальність «Системи управління і автоматики»
- Спеціальність «Економічна кібернетика»
- Спеціальність «Міжнародна економіка»
- Спеціальність «Релігієзнавство»
- Спеціальність «Соціальна робота»

## Напрямки наукової діяльності
До реорганізації Державному університету інформатики і штучного інтелекту, як структурна одиниця, підпорядковувався «Інститут проблем штучного інтелекту НАН України». Наукові дослідження поєднувалися з навчальним процесом.